# Apiocera obscura
Apiocera obscura is een vliegensoort uit de familie Apioceridae. De wetenschappelijke naam van de soort is, geplaatst in het geslacht Anypenus, voor het eerst geldig gepubliceerd in 1865 door Philippi.
De soort komt voor in Chili.